# Cathédrale de Sanremo
La cathédrale de San Remo est une église catholique romaine de Sanremo, en Italie. Il s'agit d'une cocathédrale du Diocèse de Vintimille-San Remo. Elle est dédiée à saint Syr de Gênes.